# Theodor Buri
Theodor Buri (* 7. Januar 1879; † Februar 1947 in Heidelberg) war ein deutscher Geologe, Glaziologe und Gymnasialprofessor.

## Leben
Als Lehramtspraktikant am Fürstenberg-Gymnasium Donaueschingen wurde er durch den Großherzog 1909 an der Realschule Messkirch zum Professor ernannt, hier heiratete er auch. Von Messkirch aus wurde er 1913 in gleicher Eigenschaft an die Oberrealschule Mannheim versetzt, dann 1920 an die Lessingschule Karlsruhe und kam schließlich nach Heidelberg. Er unterrichtete an den St. Raphael-Schulen in Heidelberg und am Hölderlin-Gymnasium. Er forschte u. a. für und mit der Deutschen Forschungsgemeinschaft über die Eiszeiten im Schwarzwald und in den Vogesen und deren Verbindungen zu den Alpen.→Feldberggletscher
Er verunfallte im Februar 1947 tödlich beim Überqueren eines Fahrdammes durch ein amerikanisches Fahrzeug.

## Schriften
- Ueber Deckgebirgseinschlüsse in den Phonolithtuffen des Hegaus. Inaugural-Dissertation. Albert-Ludwigs-Universität Freiburg. C.A. Wagner, 1910
- Entwicklungsgeschichte der wichtigsten Erdoberflächen-Formen in der Umgebung des Bodensees, im Hegau und im Grenzgebiet zwischen Oberschwaben und Heuberg-Jura dargest. f. d. Unterr. in d. allg. Erdkunde. 1911
- Über Verlauf und Gliederung der letzten Eiszeit und über Hängetäler im mittleren und im anstoßenden südlichen Schwarzwalde. Lang, 1917
- Richtigstellung einiger unzutreffender Behauptungen über meine Schwarzwald-Glazialuntersuchungen in "Deecke, Geologie von Baden", 2. und 3. Teil Lang, 1919
- Über den Ursprung der Thermalquellen Südwestdeutschlands. 1924.
- Zum Nordschweizer Gletschervorstoß der alpinen "Großen Eiszeit" auf den Südrand des Schwarzwaldes. Springer, 1932
- Ein Jahrhundert Glazialforschung im Schwarzwald: neue Wege und Ergebnisse. Bornträger, 1938